# アルファ・ベータ法
アルファ・ベータ法（アルファ・ベータほう、alpha-beta pruning）は完全情報ゲームにおける探索アルゴリズムの1つである。基本的にミニマックス法と同じであり、同じ計算結果が得られるが、ゲーム木において、計算しなくても同じ計算結果になる部分を枝刈りしている。

## 擬似コード
アルファ・ベータ法の擬似コードを以下に示す。alphabeta関数がアルゴリズムの実装であり、minimax関数はミニマックス法とインタフェースを揃えるためのラッパーである。
```
function
 minimax(node, depth)
    
return
 alphabeta(node, depth, -∞, +∞)

function
 alphabeta(node, depth, α, β)
    
if
 node が終端ノード 
or
 depth = 0
        
return
 node の評価値
    
if
 node が自分のノード
        
foreach
 child of node
            α = max(α, alphabeta(child, depth-1, α, β))
            
if
 α ≥ β
                
break
 // βカット
       
return
 α
        
    
else
 node が対戦者のノード
        
foreach
 child of node
            β := min(β, alphabeta(child, depth-1, α, β))
            
if
 α ≥ β
                
break
 // αカット
        
return
 β         
```

αとβが表しているのは関心のある値の範囲である。例えば max(min(...), min(...), ..., min(...)) の値を調べるときに、最初の min の値が3だったとすると、3以下の値は max により選ばれることはなくなる。つまり関心の下限(=α)が3となる。そして2つめの min の中に3以下の値が現れればminの値は必ず3以下となるが、その値には興味がないので、3以下の値が現れた時点で探索をやめる(カット)。同じようにβは関心の上限を表し、max の中で値が関心の上限を超えると分かるとカットとなる。
上記のalphabeta関数はより簡単化できる。（ネガアルファ法）
```
function
 alphabeta(node, depth, α, β)
    
if
 node が終端ノード 
or
 depth = 0
        
return
 node の評価値
    
foreach
 child of node
        α := max(α, -alphabeta(child, depth-1, -β, -α))
        
if
 α ≥ β
            
return
 α // カット
    
return
 α
```

ただしネガアルファ法では node の評価値の符号を手番によって変える必要がある。